# Final da Taça dos Campeões Europeus de 1960–61
A Final da Taça dos Campeões Europeus de 1960-61 foi realizada no Wankdorf Stadium, em Berna, em 31 de maio de 1961, e viu o Benfica jogar contra o Barcelona. Esta foi a primeira final a não incluir o Real Madrid, que disputou e venceu as cinco finais anteriores. O Benfica levantou o troféu pela primeira vez, batendo o Barcelona por 3-2.
O meio-campista do Benfica, Mario Coluna, quebrou o nariz no oitavo minuto da partida; não querendo arriscar mais dano e ainda marcou o terceiro gol do Benfica no jogo. 

## Caminho para a final
O cinco vezes campeão Real Madrid foi eliminado na primeira fase pelo Barcelona, o seu grande rival doméstico. Depois de derrotar o campeão da Tchecoslováquia Hradec Králové nas quartas de final, o Barcelona empatou 2 a 2 no total com o campeão da Alemanha Ocidental, o Hamburgo, na semifinal. Uma vez que isto foi antes de as competições da UEFA começarem a usar a regra dos golos fora de casa, para determinar quem iria avançar para a final, foi agendada uma partida de repetição para ser jogada num local neutro no dia 3 de Maio. O Barçelona qualificou-se para a final ao vencer a repetição por 1-0 no Estádio de Heysel, em Bruxelas, com Evaristo a marcar o golo decisivo.
Enquanto isso, o SL Benfica chegou à final da competição ao eliminar o campeão Austríaco Rapid de Viena na semifinal, com uma vitória de 4-1. Esta foi a primeira vez que uma equipa de Portugal avançou tão longe na competição.
| Benfica       | Benfica | Benfica | Benfica | Fase             | Barcelona              | Barcelona            | Barcelona | Barcelona |
| ------------- | ------- | ------- | ------- | ---------------- | ---------------------- | -------------------- | --------- | --------- |
| Oponente      | Total   | 1º jogo | 2º jogo |                  | Oponente               | Total                | 1º jogo   | 2º jogo   |
| Hearts        | 5–1     | 2–1 (F) | 3–0 (C) | Fase preliminar  | Lierse                 | 5–0                  | 2–0 (C)   | 3–0 (F)   |
| Újpesti Dózsa | 7–4     | 6–2 (C) | 1–2 (F) | Primeira fase    | Real Madrid            | 4–3                  | 2–2 (F)   | 2–1 (C)   |
| AGF Aarhus    | 7–2     | 3–1 (C) | 4–1 (F) | Quartas-de-final | Spartak Hradec Králové | 5–1                  | 4–0 (C)   | 1–1 (F)   |
| Rapid Wien    | 4–1     | 3–0 (C) | 1–1 (F) | Semifinais       | Hamburger SV           | 2–2 (Repetição: 1–0) | 1–0 (C)   | 1–2 (F)   |

## Jogo

### Detalhes
| 31 de Maio de 1961 | Benfica                                       | 3 – 2 | Barcelona               | Wankdorf Stadium, Berna                   |
|                    | Águas 31' · Ramallets 32' (o.g.) · Coluna 55' |       | Kocsis 21' · Czibor 75' | Público: 26,732 Árbitro: Gottfried Dienst |

| Benfica | Barcelona |

| GK            | 1  | Alberto da Costa Pereira |
| DF            | 2  | Mário João               |
| DF            | 3  | Germano de Figueiredo    |
| DF            | 4  | Ângelo Martins           |
| DF            | 5  | José Neto                |
| MF            | 6  | Cruz                     |
| MF            | 7  | José Augusto             |
| MF            | 8  | Joaquim Santana          |
| FW            | 9  | José Águas (c)           |
| MF            | 10 | Mário Coluna             |
| FW            | 11 | Domiciano Cavém          |
| Manager:      |    |                          |
| Béla Guttmann |    |                          |

| GK               | 1  | Antoni Ramallets (c) |
| DF               | 2  | Foncho               |
| DF               | 3  | Enric Gensana        |
| DF               | 4  | Sígfrid Gràcia       |
| DF               | 5  | Martí Vergés         |
| MF               | 6  | Jesús Garay          |
| MF               | 7  | László Kubala        |
| MF               | 8  | Sándor Kocsis        |
| MF               | 9  | Evaristo de Macedo   |
| FW               | 10 | Luis Suárez          |
| FW               | 11 | Zoltán Czibor        |
| Manager:         |    |                      |
| Enrique Orizaola |    |                      |